# Capilla de Dzordzor
Dzordzor o Tzortzor (en amenio Ձորձոր) es un monasterio armenio situado en la provincia iraní de Azerbaiyán Occidental. El monasterio se construyó en el siglo IX, y alcanzó su apogeo en el siglo XIV siendo destruido en el siglo XVII por Abás el Grande quien decidió deportar a los armenios  de esta región.
La capilla de Santa María de Dios (en armenio Sourp Astvatsatsin) es el único vestigio del monasterio que permanece en pie. La construcción de la capilla cruciforme está coronada por una cúpula. 
Según la Iglesia apostólica armenia, el edificio fue reubicado a 600 metros por las autoridades iraníes en in 1987-1988, debido a la decisión de construir una presa en el río Zangmar River, para evitar su inundación por el embalse.
El 6 de julio de 2008 fue incluido en la lista del Patrimonio de la Humanidad por la Unesco.